# Zemětřesení v Tibetu (2025)
Dne 7. ledna 2025 v 09:05 místního času (UTC +8) zasáhlo Tibet zemětřesení. Epicentrum se nacházelo v okrese Tingri v Tibetu. Podle úřadů si zemětřesení vyžádalo 126 obětí. Do oblasti bylo vysláno více než 14 tisíc záchranářů. Otřesy zasáhly i hlavní město Nepálu, Káthmándú. Zemětřesení mělo sílu 7,1 stupně.

## Zemětřesení
Dle United States Geological Survey mělo zemětřesení sílu 7,1 stupně. Podle China Earthquake Networks Center mělo zemětřesení sílu 6,8 stupně.  Epicentrum bylo u města Tsogo, které leží ve výšce 4500 m n. m. Čínský úřad pro zemětřesení uvedl, že zemětřesení trvalo 23 sekund a uvolnilo seizmický moment, který byl odhadnut na 4,0469 × 10¹⁹ Nm.

## Dopad
Zemětřesení zabilo nejméně 126 lidí a dalších 190 zranilo. V Tibetu zemětřesení zničilo více než 3600 domů a také 170 vysílačů společnosti China Mobile, přičemž výpadek trval asi 9 hodin. V Nepálu bylo zraněno 13 lidí, z toho 11 ve městě Bara. V indickém Biháru bylo poškozeno několik domů. Otřesy byly cítit v hlavním městě Bhútánu Thimphu

## Reakce
Do postižené oblasti byli okamžitě vysláni záchranáři, technici a zdravotníci. Probíhla také evakuace osob kvůli riziku dalších otřesů. Záchranných akcí se zúčastnilo i letectvo, které nasadilo drony. Pro přeživší představovala problém nízká teplota – přes den se pohybovala kolem -8 °C a v noci klesla až na -16 °C. Na Mount Everestu byl uzavřen základní tábor a bylo evakuováno bylo 530 návštěvníků. V Nepálu byla do postižené oblasti vyslána armáda. China Central Television informovala, že bylo zachráněno více než 400 lidí, bylo zřízeno 14 obytných zón a více než 30 400 osob bylo přemístěno. 14. Dalajláma vyjádřil zármutek nad zemětřesením a za oběti se modlil.